# Осиково-Копецька сільська рада
Осиково-Копецька сільська рада — колишня адміністративно-територіальна одиниця та орган місцевого самоврядування у Коростишівському районі Волинської округи, Київської та Житомирської областей Української РСР з адміністративним центром у селі Осиковий Копець.

## Населені пункти
Сільській раді на час ліквідації були підпорядковані населені пункти:
- с. Єлизаветівка
- с. Осиковий Копець

## Населення
У 1926 році чисельність населення сільської ради становила 692 особи.
Кількість населення ради, станом на 1931 рік, становила 983 особи.

## Історія та адміністративний устрій
Створена 27 жовтня 1926 року в складі с. Осиковий Копець, хутора Калинова Вітка та колоній Володимирівка, Голенівка, Єлизаветівка, Петрівка і Сухий Рожок Шахворостівської сільської ради Коростишівського району Волинської округи. Станом на 1 жовтня 1941 року х. Калинова Вітка, колонії Володимирівка, Голенівка, Петрівка, Сухий Рожок не перебували на обліку населених пунктів.
Станом на 1 вересня 1946 року сільська рада входила до складу Коростишівського району Житомирської області, на обліку в раді перебували села Єлизаветівка та Осиковий Копець.
Ліквідована 11 серпня 1954 року, відповідно до указу Президії Верховної ради Української РСР «Про укрупнення сільських рад по Житомирській області», територію та населені пункти ради приєднано до складу Кропивнянської сільської ради Коростишівського району Житомирської області.